# 中国工农红军第一军团
红一军团，中国工农红军主力部队之一，隶属红一方面军。

## 概述
1930年6月19日，根据中共中央指示，红四军与江西南部、福建西部的地方武装在长汀整编成为中国工农红军第一路军，不久改称红一军团。军团总指挥朱德、政治委员毛泽东、参谋长朱云卿、政治部主任杨岳彬。红一军团下辖三个军，全军1万余人。同年8月23日，红一军团同红三军团自发合编为红一方面军。
- 红四军，军长林彪、政治委员彭清泉、参谋长陈奇涵；
- 红三军，军长黄公略、政治委员陈毅（蔡会文代）、参谋长周子昆；
- 红十二军，军长伍中豪（罗炳辉代）、政治委员谭震林、参谋长林野。

1932年3月12日，根据中共中央指示，红一军团调整为红四军和红十五军两个军，林彪任军团长、聂荣臻任政治委员、陈奇涵任参谋长、罗荣桓任政治部主任。不久，红三军又重新划入，另外新建的红二十一军和红二十二军也加入到红一军团序列中。1933年1月，红十二军和红二十一军改为方面军直辖。
1933年6月，红一军团遵指示进行了整编，全军团取消了军一级的编制，编为三个师，军团长林彪、政治委员聂荣臻、参谋长徐彦刚（12月后为左权）、政治部主任李卓然（1934年秋后为朱瑞）、保卫局局长罗瑞卿、供给部长赵尔陆。
- 第一师师长罗炳辉，政治委员蔡树藩（后相继为王开湘、黄苏）；
- 第二师师长徐彦刚（后为陈光）、政治委员胡阿林（后为刘亚楼）；
- 第三师师长周昆（后为黄德善）、政治委员伍修权（后为旷朱权）。

1934年1月，中共中央决定撤销红一方面军，直接指挥各军团。10月10日，各部队开始长征，重新恢复红一方面军编制；此时，红一军团编制和各级主官为：军团长林彪、政治委员聂荣臻、参谋长左权、政治部主任朱瑞。
- 第一师师长李聚奎、政治委员赖传珠（后为黄苏）、参谋长聂鹤亭（后为耿飚）、政治部主任谭政；
- 第二师师长陈光，政治委员刘亚楼；
- 第十五师师长彭绍辉、政治委员肖华。

1935年遵义会议后，红一军团缩编为两个师，共六个团。与红四方面军会师后，7月21日，红一军团番号取消，改称第一军，随右路军行动。9月14日，因毛泽东等人与张国焘等人产生分裂，一军和由红三军团改编为中国工农红军陕甘支队被迫单独北上。10月19日，抵达陕西吴起镇，与刘志丹率领的陕甘边赤安县游击支队会师。11月3日，恢复了红一方面军番号。原由红一军团和红三军团改编的陕甘支队一、三纵队合编为新的红一军团。军团长林彪（东征阎锡山后林彪调任红军大学校长，左权代理红一军团军团长），政委聂荣臻。
- 红一师 师长陈赓
  - 红一团
  - 红十三团：前身为红七军，长征初期为红五师。团政委魏洪亮。抗战后为八路军一一五师343旅685团第2营。
- 红二师：师长杨得志
- 红四师

随即参加了直罗镇战役。
1936年2月19日，红一军团作为东征军一部分东渡黄河的东征战役，不久撤回；后又向西出击，参与建立了陕甘宁边区。10月22日，红一方面军、红二方面军和红四方面军在甘肃会宁会师，长征正式结束。

## 改编
1937年8月22日，红一军团改编为八路军115师343旅，旅长陈光、副旅长周建屏、参谋长陈士榘，下辖685团（杨得志任团长）和686团（李天佑任团长），投入中国抗日战争。